# Paradainella
Paradainella es un género de foraminífero bentónico de la subfamilia Endostaffellinae, de la familia Endothyridae, de la superfamilia Endothyroidea, del suborden Fusulinina y del orden Fusulinida. Su especie tipo es Paradainella dainelliformis. Su rango cronoestratigráfico abarca el Tournaisiense superior (Carbonífero inferior).

## Discusión
Clasificaciones más recientes incluyen Paradainella en el suborden Endothyrina, del orden Endothyrida, de la subclase Fusulinana de la clase Fusulinata.

## Clasificación
Paradainella incluye a las siguientes especies:
- Paradainella dainelliformis †
  - Paradainella dainelliformis var. minima †
  - Paradainella dainelliformis var. solida †
- Paradainella donbassica †, también considerado Neoparadainella donbassica
- Paradainella eoendothyranopsiformis †, también considerado Neoparadainella eoendothyranopsiformis
- Paradainella ovata †
  - Paradainella ovata var. granulosa †
  - Paradainella ovata var. magna †
- Paradainella primordialis †, también considerado Neoparadainella primordialis
- Paradainella pseudochomatica †, también considerado Neoparadainella pseudochomatica
- Paradainella quasiendothyroides †

En Paradainella se ha considerado el siguiente subgénero:
- Paradainella (Neoparadainella), aceptado como género Neoparadainella